# Nominativ
Nominativ är det kasus som anger subjektet i en sats. I svensk grammatik benämns ofta substantivens grundform, vilken också används för fler syntaktiska funktioner – inklusive objekt, som nominativ. Om ett av kasusen i ett språk med flera sådana är omarkerat (får ingen ändelse eller motsvarande), brukar det ofta vara nominativ. I vissa språk är det ackusativ. 

## Nominativ i svenskan
I nutida svenska har vi inte längre olika kasus, men vi har historiskt haft ett mer utvecklat kasussystem. Och ännu i dag har vissa ord slutstavelsen -er, som ursprungligen var en maskulin nominativändelse, men som nu ingår i rotmorfemet. Det förekommer i adjektiv som "nyter" och "yster" och i substantiv som "dummer", "toker" och "slarver". Annars hittar man lättast gamla nominativformer i äldre texter och sånger. I visan "Goder afton, goder afton" finns en redan i titeln, och i "Staffansvisan" finns raden "Ingen dager synes än". Och relativt nyligen använde Alice Tegnér gärna nominativformer i sina visor, som i "Dansa, min docka, medan du är unger, när du blir gammal, blir du så tunger", och i "Sockerbagaren" finns raderna "Och är du snäller, så kan du få, men är du stygger, så får du gå". I filmen Ronja Rövardotter säger också en av rumpnissarna: "Nu blev det kväller". Dessutom finns det ordpar, där både den gamla nominativformen (som har ändelsen -e) och den gamla ackusativformen (som har ändelsen -a) lever vidare i språket, fast ofta med något olika betydelser: ande/anda, bräde/bräda, flotte/flotta, grädde/grädda, mosse/mossa, timme/timma, ände/ända.

## Nominativändelser i olika språk
(ej komplett för alla listade språk)
- Färöiska substantiv: -ur, -a, -i, -Ø (singularis), -ar, -ir, -ur, -Ø (pluralis)[1]
- Äldre fornsvenska substantiv: -er, -r, -Ø, -i, -a (singularis), -ar, -ir, -er, -Ø, -ur, -un (pluralis)
- Isländska substantiv: -(u)r, -Ø, -i, -a (singularis) -ir, -ar, -ur, -r, -u, -Ø (pluralis)[2]
- Fornnordiska: -r
- Västgötska: -er
- Latin: -a, -us, -um, -s (singularis); -ae, -i, -a, -es, -us (pluralis)
- Litauiska: -as, -is, -ys, -a, -ė, -i, -us, -ius, -uo (singularis); -ai, -iai, -os -ės, -ios, -ys, -ūs (pluralis)
- Ryska: -й, -ь, -ы, -и, -а́, -я́, -o, -e -я, -a, -eна́, -epи
- Urgermanska (rekonstruerat): -az -iz -uz -ōn (singularis) -ōs -ijiz -auz -ōz (pluralis)
- Urindoeuropeiska (rekonstruerat): -s -Ø -m? -os? -om? (singularis) -h1e -ih1? -oh1u? (dualis) -es -(e)h2 -ōs? -Ø? (pluralis)